# مجید باقری‌نیا
مجید باقری نیا (زادهٔ سال ۱۳۳۱ در هفتکل) بازیکن سابق و مربی فوتبال ایرانی است. وی به عنوان سرمربی به همراه تیم شاهین اهواز توانست در فروردین ۱۳۶۸ برای اولین بار قهرمان جام حذفی کشور شود.
وی سابقهٔ مربیگری در تیم‌های شاهین اهواز، باشگاه فوتبال جنوب اهواز، استقلال اهواز، فولاد خوزستان، عملیات غیر صنعتی ماهشهر، تراکتور سازی تبریز، دیهیم اهواز، پگاه شوش، استقلال اهواز، کوثر خرم‌آباد، فولاد یزد و نفت مسجدسلیمان را در کارنامهٔ خود دارد.او برای مدتی سرمربی تیم فوتبال شهرداری بندرماهشهر بود. او در تاریخ بیست و سوم مهر ماه نود و شش به عنوان سرمربی پاس همدان انتخاب شد که همراه با این تیم به لیگ دسته سوم سقوط کرد، وی مدتی نیز به عنوان سرپرست در کادر تیم بزرگسالان فولاد خوزستان مشغول فعالیت بود.

## افتخارات

### به عنوان مربی
شاهین اهواز؛
- جام حذفی ایران: قهرمان: ۶۸–۱۳۶۷[۳][۴]